# Погоряне

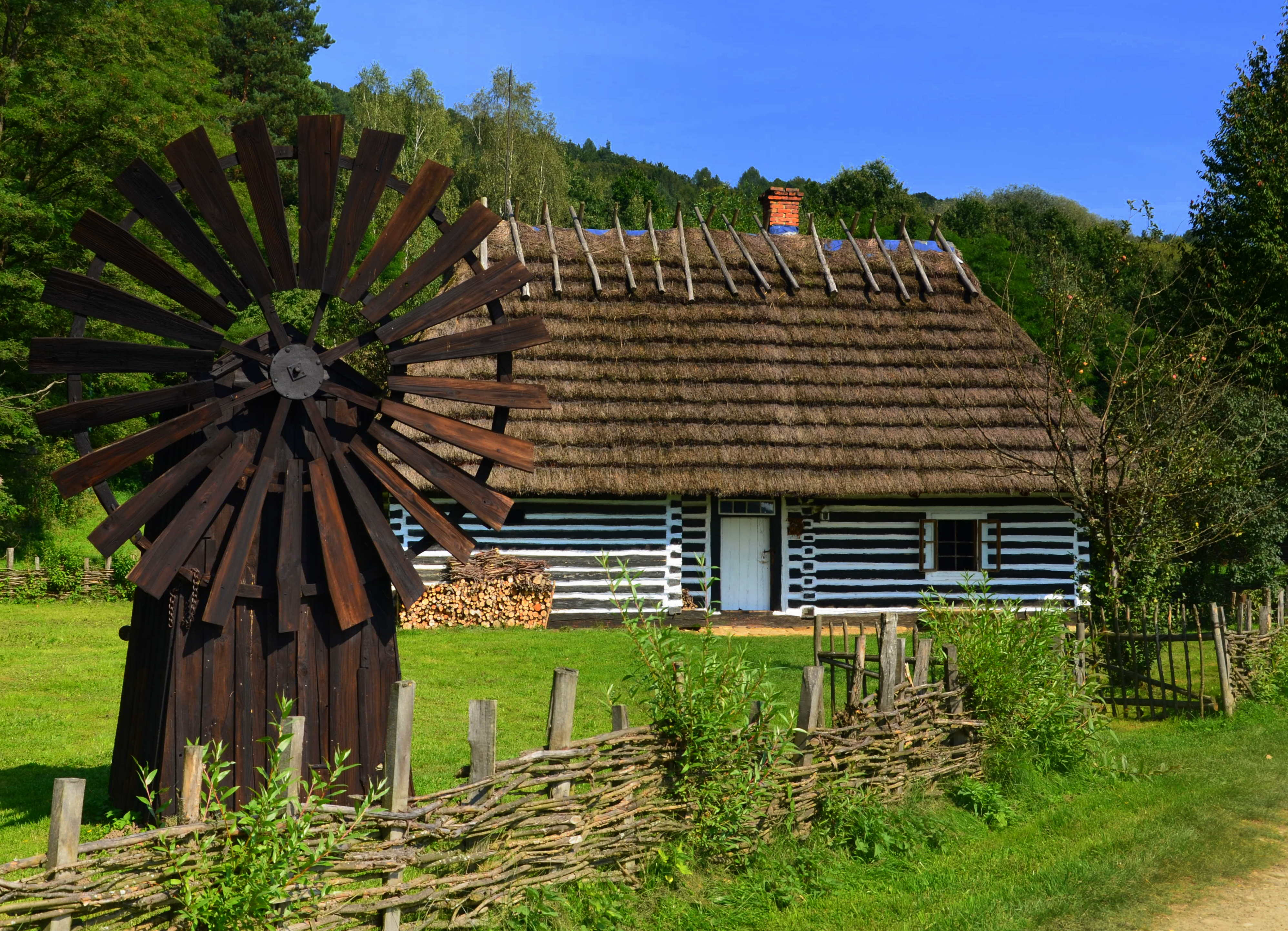
Усадьба западных погорян и ветряная мельница из Турашувки

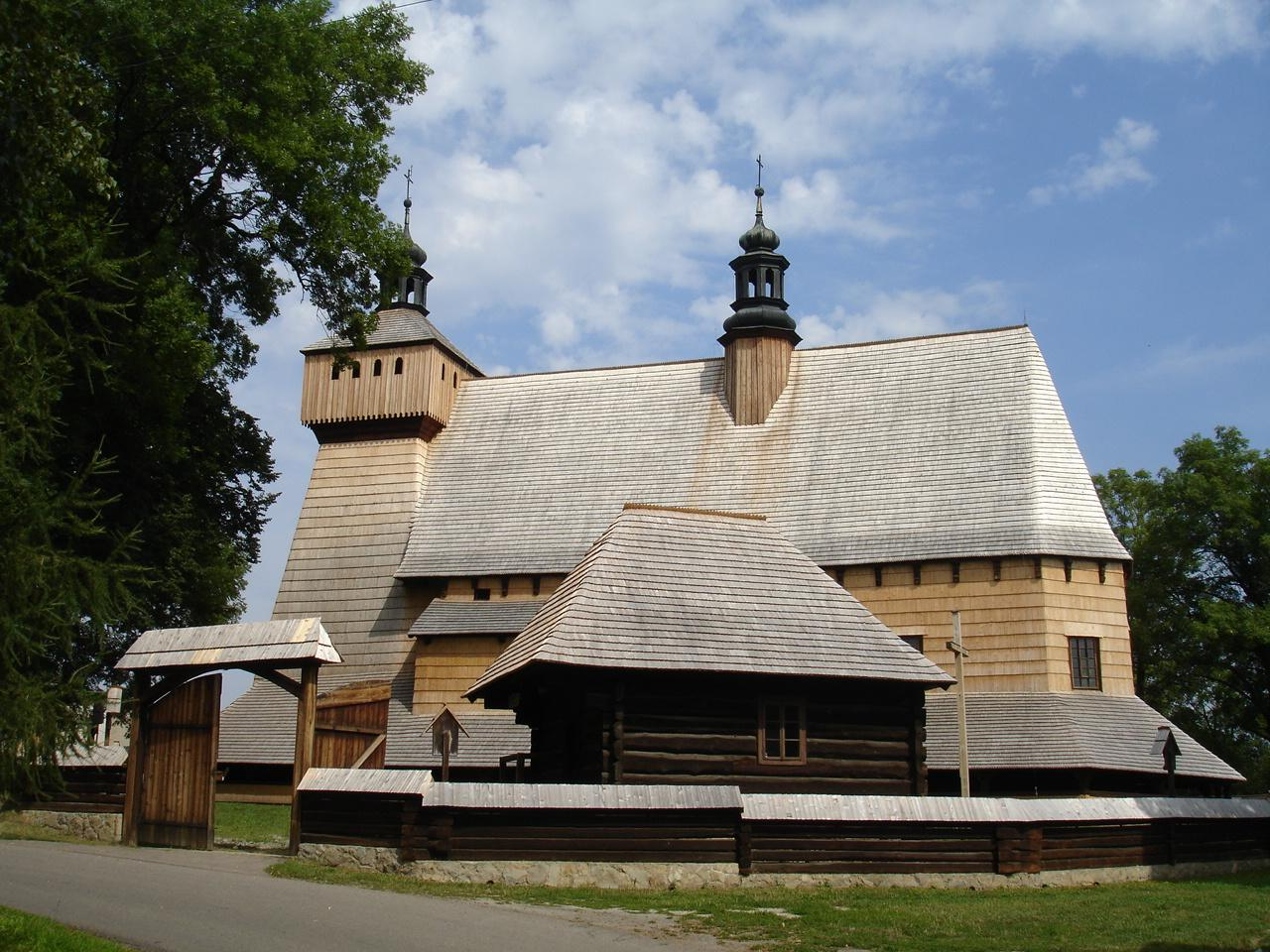
Старейшая из сохранившихся в Европе деревянная готическая церковь в Хачува.

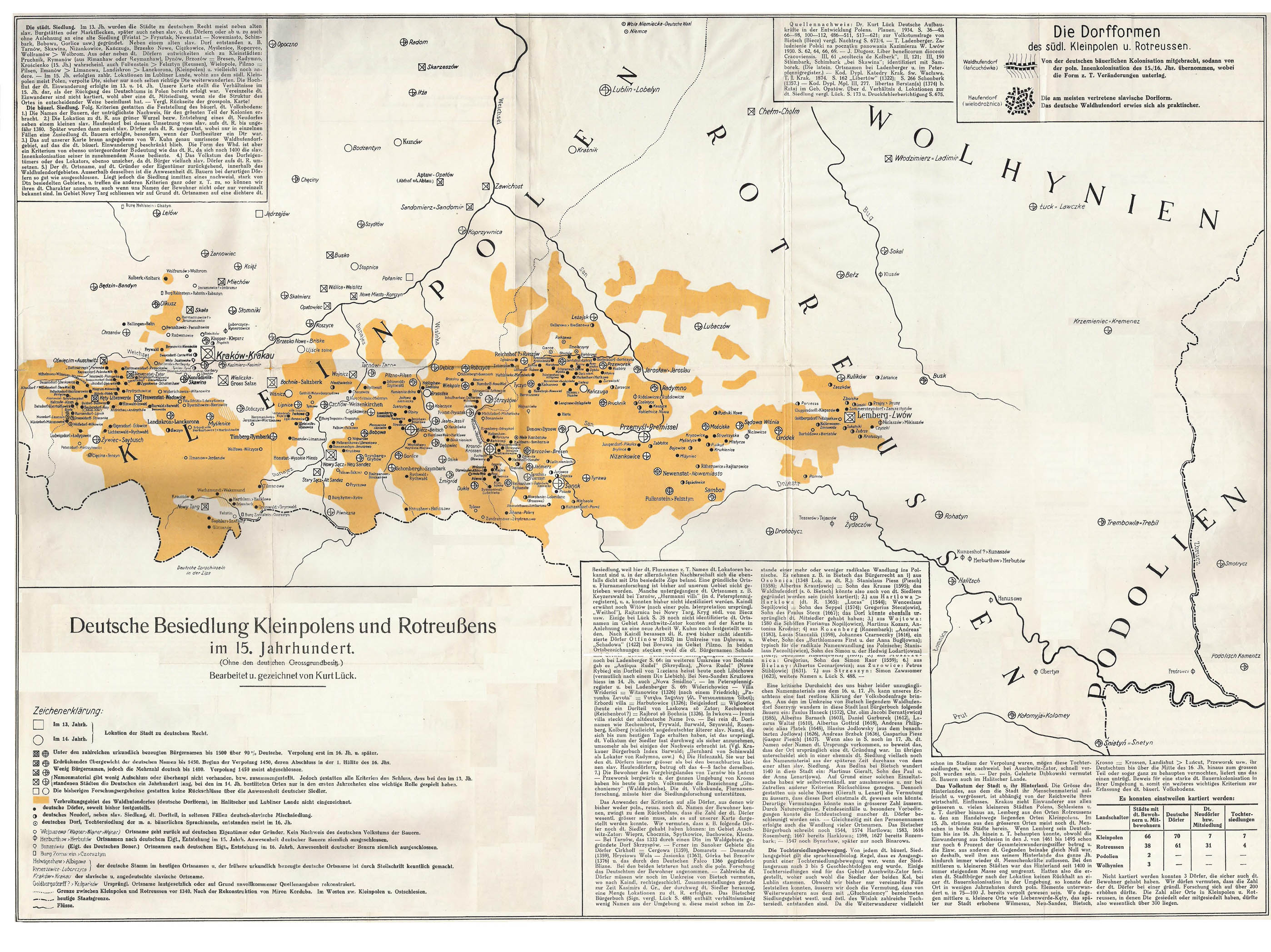
Анклавы немецких поселений в Малой Польше и Червонной Руси в XV веке, фрагмент немецкого исторического атласа 1934 года Курта Люка, изд. Познань

Погоряне — крупная польская этнографическая группа, проживающая в центральных предгорьях Бескид (Цежковицких, Ясельских, Дыновских, Буковских и Стшижовских) и западной части Ясельско-Саноцкой долине. Группа была выделена после Второй мировой войны с целью этнографической классификации Францишеком Котулой и Романом Рейнфусом. В более ранних исследованиях для обозначения жителей анклавов использовался термин «глухонемцы». Название группы Pogórzan было введено в 1935 году Адамом Вуйциком, заимствовавшим его из географической номенклатуры.
На западе они граничат с ляхами сондецкими, на юго-востоке с долинянами.
В раннем средневековье окрестности Подкарпатья в районе Ценьжковице, Бобова, Грыбува, Горлице, Беча, Ясло, Новы-Жмигрода, Дукля, Рыманува, Заршина, Ячмежа, Бжозува, Дынува, Дубецко, Луча, Кросно составляли польско-русинскую границу. Наверняка здесь уже было открытое земледельческое поселение, хотя и не очень плотное. Регион начал быстро развиваться после присоединения Червонной Руси к тогдашнему Польскому государству в 1341 году.
Этнографически погоряне делятся на:
- восточные погоряне занимали Стшижовские предгорья, Дыновские предгорья и Ясельско-Саноцкие долины.
- западные погоряне проживали в районе Ценжковицких предгорий, Стшижовских предгорий и Ясельских предгорий.

## История
Поселенческая ситуация в предгорьях в средние века была крайне сложной. Здесь с незапамятных времен жили этнические поляки и русины. Их перекрывала новая волна русинских и валашских поселений, а также немецкая.
Эта изначально многонациональная демографическая смесь была полонизирована. В польской литературе девятнадцатого века, посвященной присутствию немецких поселенцев в районе Предгорий, он популяризировал явление Географического словаря Царства Польского . При описании населения Словарь упоминает, например, что "Здесь встречаются семьи: глухонемецкие поселенцы, привезенные в XIV веке из Саксонии и Нидерландов, . . . Мазурцы [как их раньше называли мазовцами], хробатовы и русины. Они были одной из важнейших этнографических групп Галичины, входившей в так назsdftvs[ Подоляков живших рядом с краковяками, мазурцами, гребовяками (лясовяки или боровцы), бельчан, бужан и пр. Первым человеком, предпринявшим попытку описать средневековых саксов Подкарпатья, был Винцентий Поль, который в 1869 г. написал:
Na obszarze Wisłoki uderza nas fakt inny; całą tę okolicę, którą obszar Wisłoki, Ropy, Jasły, Jasełki i średniego Wisłoka zajmuje, osiedli tak zwani Głuchoniemcy od dołów Sanockich począwszy, to jest od okolicy Komborni, Haczowa, Trześniowa aż po Grybowski dział: Gorlice, Szymbark i Ropę od wschodu na zachód, ku północy aż po ziemię Pilźniańską, która jest już ziemią województwa Sandomierskiego. Cała okolica Głuchoniemców jest nowo-siedlinami Sasów; jakoż strój przechowali ten sam co węgierscy i siedmiogrodzcy Sasi. Niektóre okolice są osiadłe przez Szwedów, ale cały ten lud mówi dzisiaj na Głuchoniemcach najczystszą mową polską dijalektu małopolskiego, i lubo z postaci odmienny i aż dotąd Głuchoniemcami zwany, nie zachował ani w mowie ani w obyczajach śladów pierwotnego swego pochodzenia, tylko że rolnictwo stoi tu na wyższym stopniu, a tkactwo jest powołaniem i głównie domowem zajęciem tego roduWincenty Pol, Historyczny obszar Polski: rzecz o dijalektach mowy polskiej
В начале XX века сформировалась польская этнографическая группа восточных погорян.</br> Основой экономики было земледелие, а животноводство играло гораздо меньшую роль. Во многих местах получили широкое развитие ремесла, из которых наиболее важными были ткацкие и сапожные гильдии.